# Karl Rumpf
Karl Rumpf (* 20. Februar 1885 in Marburg; † 21. Juli 1968 ebenda) war ein deutscher Architekt.

## Leben und Ausbildung
Rumpfs Urgroßvater war aus Butzbach nach Marburg gezogen, der Großvater war dort Kürschnermeister, der Vater Kaufmann, die Mutter stammte aus Arnstadt. Bis 1901 besuchte Karl Rumpf das Gymnasium in Marburg, absolvierte eine Zeichenlehre in einem Architekturbüro und begann danach eine Maurerlehre. Ab dem Wintersemester 1902/1903 studierte er an der Baugewerkschule Kassel.
Durch seinen Abschluss mit Auszeichnung war ihm ein Studium an der Technischen Hochschule Darmstadt möglich, wo er u. a. bei dem Architekten Carl Schäfer lernte. Nach Mitarbeit in der Wiederherstellung der Klosterkirche Dobrilugk unter dem befreundeten Carl Weber studierte er bis 1907 an der Technischen Hochschule Danzig. Zum Herbst 1908 wechselte Rumpf an die Technische Hochschule München, von wo er 1909 wieder zu Carl Weber ging, wechselte 1911 aber krankheitsbedingt und wegen des besseren Klimas in das Büro von Carl Anton Meckel in Freiburg im Breisgau. 1919 bildete der Marburger Architekt August Dauber, der ebenfalls ein Schäfer-Schüler war, mit Karl Rumpf eine Architektengemeinschaft, die 1927 von Rumpf aufgelöst wurde.

## Dokumentation von Bauwerken und Kunsthandwerk aus Hessen
Rumpf legte von 1945 bis 1967 etwa 1.500 Aufmaß-Zeichnungen von Bauwerken und Ausstattungsgegenständen in Hessen an, die im Hessischen Staatsarchiv Marburg archiviert sind. Sein Bildarchiv mit 5.000 Kleinbild- und 1.240 Mittelformat-Negativen dokumentiert vornehmlich hessisches Kunsthandwerk und hessische Fachwerkarchitektur.